# Landon III de Capoue
Landon ou Lando III de Capoue est comte de Capoue du 1er novembre 882 au 1er septembre 885.

## Origine
Lando III est le fils ainé de Landenolf gastald de Teano.

## Règne
En 879, lorsque le comte-évêque  Landolf II de Capoue meurt, ses neveux se disputent son héritage; Lando s'empare de Calino et de Caiazzo et impose son fils Landolf, encore adolescent, comme évêque de Capoue. Son cousin  Pandenolf, fils de Pando de Capoue, se saisit de Capoue se proclame prince et nomme son frère Landenolf comme évêque. Pandenolf reconnait à Lando la possession de Caiazzo, mais un schisme débute dans l'église de Capoue. Le Pape Jean VIII intervient, désigne  Landenolf comme évêque légitime, mais accorde à  Landolf  le titre d'évêque de la « Vieille Capoue »,  c'est-à-dire « Sainte-Mariea Capuavetere ».
Lando III succède comme comte à son cousin Pandenolf de Capoue qui est emprisonné. Il refuse de suivre les conseils du comte-évêque Athanase II de Naples qui l'incite à se débarrasser de ses frères et cousins. Pando III doit rapidement faire face aux napolitains qui pillent la région de Capoue et libèrent Pandenolf en 884 ce dernier se réfugie d'abord à Naples puis chez les grecs. Pour faire face à ce danger Pando III décide de se rapprocher de Guy III de Spolète qui lui envoie un contingent. Guy III poussé par ses propres ambitions est appelé à Rome et il abandonne Lando au moment où ce dernier combattait les Grecs. Pendant ce temps Aténolf le plus jeune frère de  Lando intrigue avec Athanase II de Naples pour s'emparer de Capoue et se faire reconnaitre comme comte. Dans ce contexte Lando III malade préfère se retirer à Teano et laisser le trône à son frère puiné Landenolf après un règne de deux ans et dix mois.

## Postérité
Lando aurait épousé une fille anonyme de Radelgaire de Bénévent dont:
- Landolf dit le Jeune évêque de Capoue (879-882)

## Sources
(décembre 2023).
- (la) Erchempert. Historia Langabardorvm Beneventarnorvm
- Venance Grumel Traité d'études byzantines La Chronologie: Presses universitaires de France Paris 1958, « Princes Lombards de Bénévent et de Capoue » p. 418-420.
- « Chronologie historique des comtes et princes de Capoue » dans L'art de vérifier les dates… .
- (en) Lando III (882-885) sur le site Medieval Lands
- (it) article de Luigi Andrea Berto Landone sur enciclopedia italiana. Consulté le 21 février 2014.